# Miquel Roget

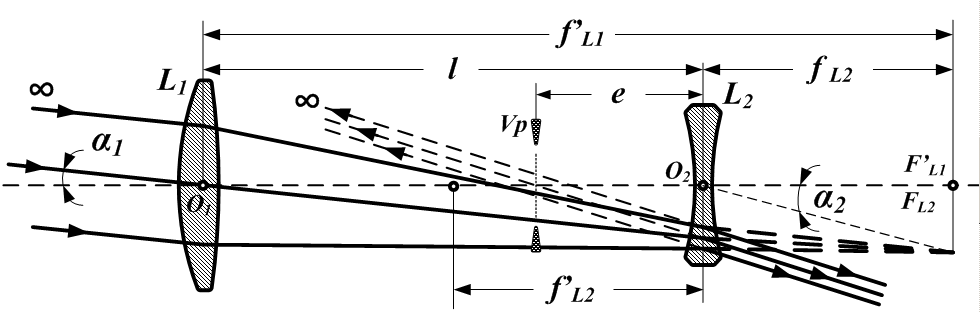
Diagrama de funcionament d'un telescopi terrestre o ullera de llargavista.
A l'esquerra està representat l'objectiu (una lent convergent de distància focal f’ L1). A la dreta es representa l'ocular (una lent divergent de distància focal fL2). Els raigs de llum de l'objecte observat passen per l'objectiu i es refracten en la direcció del focus de l'objectiu (situat al darrere de la lent divergent). La lent divergent els intercepta i la nova refracció provocada produeix una imatge virtual, augmentada i directa de l'objecte observat.

Miquel Roget fou un ullerer català relacionat amb la història dels primers telescopis terrestres. Nasqué a Barcelona, fill de Pere Roget i Caterina Isern i era nebot de Joan Roget de Girona.
L'aspecte principal a destacar és el seu possible paper com a teòric dels telescopis: “quan ja era frare traçava telescopis” (segons algunes traduccions del llibre de Sirtori).».

## Entorn familiar
Segons diverses versions oficials hi havia dos germans, Pere i Joan, fills de Ramon Roget (paraire o cardador de llana d'Angulema), que emigraren a Catalunya. Pere fou el primer en emigrar i s'establí a Barcelona. Joan el seguiria i s'establiria a Girona (potser passant primer per Barcelona i aprenent l'ofici del seu germà).
Pere Roget es casà amb Caterina Isern i tingueren tres fills: Joan, Magí i Miquel.

## Arbre genealògic
|  |  | Ramon Roget *15xx †16xx | Ramon Roget *15xx †16xx | Ramon Roget *15xx †16xx | Ramon Roget *15xx †16xx | Ramon Roget *15xx †16xx | Ramon Roget *15xx †16xx |                        |                        | Joana de Malaville *15xx †16xx | Joana de Malaville *15xx †16xx | Joana de Malaville *15xx †16xx | Joana de Malaville *15xx †16xx | Joana de Malaville *15xx †16xx | Joana de Malaville *15xx †16xx |  |  |                          |                          |                          |                          |                          |                          |  |  |  |  |  |  |  |  |  |  |  |  |  |  |  |  |
|  |  | Ramon Roget *15xx †16xx | Ramon Roget *15xx †16xx | Ramon Roget *15xx †16xx | Ramon Roget *15xx †16xx | Ramon Roget *15xx †16xx | Ramon Roget *15xx †16xx |                        |                        | Joana de Malaville *15xx †16xx | Joana de Malaville *15xx †16xx | Joana de Malaville *15xx †16xx | Joana de Malaville *15xx †16xx | Joana de Malaville *15xx †16xx | Joana de Malaville *15xx †16xx |  |  |                          |                          |                          |                          |                          |                          |  |  |  |  |  |  |  |  |  |  |  |  |  |  |  |  |
|  |  |                         |                         |                         |                         |                         |                         |                        |                        |                                |                                |                                |                                |                                |                                |  |  |                          |                          |                          |                          |                          |                          |  |  |  |  |  |  |  |  |  |  |  |  |  |  |  |  |
|  |  |                         |                         |                         |                         |                         |                         |                        |                        |                                |                                |                                |                                |                                |                                |  |  |                          |                          |                          |                          |                          |                          |  |  |  |  |  |  |  |  |  |  |  |  |  |  |  |  |
|  |  | Joan Roget *15xx †16xx  |                         |                         |                         |                         |                         |                        |                        |                                |                                |                                |                                |                                |                                |  |  |                          |                          |                          |                          |                          |                          |  |  |  |  |  |  |  |  |  |  |  |  |  |  |  |  |
|  |  |                         |                         |                         |                         |                         |                         |                        |                        |                                |                                |                                |                                |                                |                                |  |  |                          |                          |                          |                          |                          |                          |  |  |  |  |  |  |  |  |  |  |  |  |  |  |  |  |
|  |  |                         |                         |                         |                         |                         |                         |                        |                        |                                |                                |                                |                                |                                |                                |  |  |                          |                          |                          |                          |                          |                          |  |  |  |  |  |  |  |  |  |  |  |  |  |  |  |  |
|  |  |                         |                         |                         |                         |                         |                         |                        |                        |                                |                                |                                |                                |                                |                                |  |  |                          |                          |                          |                          |                          |                          |  |  |  |  |  |  |  |  |  |  |  |  |  |  |  |  |
|  |  |                         |                         |                         |                         | Joan Roget *15xx †16xx  | Joan Roget *15xx †16xx  | Joan Roget *15xx †16xx | Joan Roget *15xx †16xx | Joan Roget *15xx †16xx         | Joan Roget *15xx †16xx         |                                |                                |                                |                                |  |  | Miquel Roget *15xx †16xx | Miquel Roget *15xx †16xx | Miquel Roget *15xx †16xx | Miquel Roget *15xx †16xx | Miquel Roget *15xx †16xx | Miquel Roget *15xx †16xx |  |  |  |  |  |  |  |  |  |  |  |  |  |  |  |  |
|  |  |                         |                         |                         |                         | Joan Roget *15xx †16xx  | Joan Roget *15xx †16xx  | Joan Roget *15xx †16xx | Joan Roget *15xx †16xx | Joan Roget *15xx †16xx         | Joan Roget *15xx †16xx         |                                |                                |                                |                                |  |  | Miquel Roget *15xx †16xx | Miquel Roget *15xx †16xx | Miquel Roget *15xx †16xx | Miquel Roget *15xx †16xx | Miquel Roget *15xx †16xx | Miquel Roget *15xx †16xx |  |  |  |  |  |  |  |  |  |  |  |  |  |  |  |  |

## Carrera eclesiàstica
Les dades biogràfiques són escadusseres. Segons testimoni de Sirtori, Miquel Roget era frare de l'Orde dels predicadors. Aquesta congregació tenia un studium de primer nivell al Convent de Santa Caterina (Barcelona), des del segle xiii, sent el primer studium documentat fins ara a Catalunya, (segons el pare Marcillo a "Crisi de Cataluña hecha por las naciones estrangeras"). Tot fa suposar que Miquel Roget es va graduar en aquella "universitat medieval" amb una formació científica -matemàtiques i geometria- satisfactòria per a l'època. On segons el Pare Marcillo hi donava classes Sant Raimon de Penyafort (1175-1275), i entre altres hi va estudiar Sant Vicent Ferrer, lògica, teologia i filosofia, uns segle més tard.

## Testimonis de Sirtori
L'obra de Girolamo Sirtori es va publicar en llatí i, per aquest motiu, no està a l'abast fàcil de molta gent. Hi ha un problema afegit en algunes traduccions que, malgrat que copsen el sentit general del text, no són prou literals. (Un petit exemple: "Rogeti Burgundi Barcinonae" es pot consultar com " Roget de Borgoña, vecino en otro tiempo de Barcelona..."). Una traducció acurada i literal hauria de ser imprescindible.

### Disseny de telescopis
| « | Noster architectus, vt postea intellexi Frater erat Rogeti Burgundi Barcinonae quondam accolae magnae industriae viri qui artem in Hispaniam primus induxit et stabiliuit. Is tres filios suscepit quorum vnus literis et Religioni deditus Diui Dominici coetuise addixit: artem ipse monachus delineauerat: Nullibi haec exactiorquam apus istos frates Rogetos ... | » |
| — Segons vaig poder esbrinar posteriorment, el nostre arquitecte (Joan Roget) era germà de Roget el borgonyó de Barcelona, una persona molt hàbil que fou el primer que va introduir i establir aquest art (de fer telescopis) a Espanya. Aquest tingué tres fills, un dels quals es va dedicar a les lletres i la religió i prengué l'hàbit dels dominics. Aquest frare va dibuixar (els secrets de) l'art. Ningú no va fabricar mai telescopis més precisos que aqueixos germans Roget... , Girolamo Sirtori. Telescopium sive ars faciendi... | |   |

### L'obrador de Joan Roget
L'any 1609, Sirtori va visitar l'obrador abandonat i ple de pols de Joan Roget, l'estat del qual demostrava que ja feia anys que no funcionava. Aquesta informació ha estat considerada important per a estimar una cronologia en la fabricació dels telescopis Roget.

### La "ciència" dels Roget
Sirtori parla del llibre secret que guardava tots els coneixements dels Roget sobre els telescopis. Alguns han especulat que aquest llibre “de teoria” havia estat escrit i dibuixat per Miquel Roget.
Joan Roget va permetre que Sirtori copiés les proporcions desitjades, indicades en el llibre, que no són altres que les de la Taula que presentà Sirtori en la seva obra.
| « | ... Posteaquam vitra tractasset et diligenter considerasset duxit me in illius hospitium, et recluso conclavi, reserauit ferramenta artis rubigine consumpta. Is fuerat aliquando perspicillorum artifex et tota ars ibi latitabat. Ut me sensi Genii artis favore eo perductum, totum me dedi in illius amicitiam, et in illum liberius secretum effundi. Ipse praeterea formas artis libro delineatas ostendit, et roganti permisit ut proportiones tribus tantum punctis exscriberem: Non fuit mihi postea difficile integras assumere et deindere diligenter examinata et cotidie experimenti et labore sumptibus aucta et confirmata, perficere et in eam redigere Tabulam quam tibi patefacio. | » |
| — ...Un cop va haver examinat els vidres (del telescopi de Sirtori) atentament, em va portar a casa seva i allí, en un obrador tancat amb clau, em va ensenyar les eines de l'ofici totes rovellades. Veritablement aquell havia estat el taller d'un fabricant de telescopis. Considerant l'interès mutu que ens unia, vaig procurar la seva amistat i així, amb gran facilitat, vaig poder assabentar-me de tots els secrets de l'art. M’ensenyà les formes dels telescopis, dibuixades en un llibre i, corresponent als meus precs, em va permetre copiar les proporcions indicades, cadascuna amb tres punts. A partir de les meves notes no em costà gaire reproduir les formes íntegrament. Un cop examinades i completades amb proves diaries, les vaig perfeccionar i vaig redactar la Taula que presento al lector..., Girolamo Sirtori. Telescopium sive ars faciendi... | |   |

### La reunió aInnsbruck
Girolamo Sirtori explica en la seva obra una reunió que fou mantinguda a Innsbruck, organitzada i presidida per l'arxiduc Maximilià d'Àustria, l'any 1611. Es tractava d'esbrinar el sistema de funcionament d'un telescopi, misteri que s'havia resistit als savis del país.
Els detalls d'aquella reunió foren explicats per Sirtori en la seva obra. Sense disposar d'una traducció precisa, sembla que Girolamo va manifestar i demostrar que, aplicant el sistema de la família Roget (resumit en la seva “tabula” i referit en el llibre com "Hispania artem"), podia dissenyar i fabricar telescopis com els de Galileu. (En la reunió s'examinava un telescopi de Galileu).

## Possibles conclusions
Quan Sirtori parla de “ferramenta artis rubigine consumpta” no es refereix a un telescopi rovellat (com diuen les traduccions). Està parlant de les eines de ferro que servien per a tallar les lents, de “les eines de l'ofici rovellades”.
De manera semblant, la frase “formas artis libro delineatas ostendit” vol dir “em va ensenyar les proporcions del telescopis, dibuixades en un llibre”. Aquest llibre, pot pensar-se que és el que va dibuixar Miquel Roget: “artem ipse monachus delineauerat”, l'únic membre de la família l'educació científica del qual està documentada.

## Altres consideracions
Qualsevol reflexió sobre els inicis del telescopi òptic exigeix un repàs previ de diversos temes associats.

### Telescopi terrestre
En les primeres fases de descobriment i desenvolupament, una ullera llargavista estava formada per dues lents: un objectiu (constituït per una lent convergent, generalment convexo-plana) i un ocular (format per una lent divergent, plano-còncava o còncava-còncava). Ambdues lents es muntaven en un tub (o en dos tubs encaixats) amb un sistema que permetés el desplaçament relatiu per a poder enfocar l'objecte a observar.

#### Tecnologia primitiva
La fabricació de les lents no tenia gaires secrets per a un mestre competent. Calia partir d'un disc de vidre transparent i sense defectes, desbastar-lo i afaiçonar-lo i, finalment polir les dues cares el millor possible.
- A Catalunya, a mitjans del segle xvi, i des de molt abans, hi havia una gran tradició en la fabricació de vidre transparent i en la fabricació de lents per a ulleres.

#### Llargària, augments i distàncies focals
La disposició de les lents en un telescopi terrestre és interessant a l'hora de reflexionar sobre les característiques d'un instrument particular. Per exemple, un instrument amb un objectiu de 300 mm de distància focal i un ocular de 100 de distància focal, tindrà una llargària de l'ordre de 300-100= 200 mm. Els augments seran 300/100= 3 (3x).
- Una de les ulleres catalanes més antigues documentada pel doctor Simón-Guilleuma tenia uns 200mm de llarg.
- En un telescopi astronòmic amb lents de les mateixes distàncies focals de 300 i 100 mm, els augments serien els mateixos però la llargària aproximada seria de 300+100=400 mm.

### Ullerers a Barcelona
L'any 1596 fou creat el gremi dels ullerers (o ulleraires) de Barcelona, l'activitat dels quals tenia una antiguitat de dos-cents anys.